# Ponto zero
O ponto zero é uma técnica avançada de musculação, criada pelo fisiculturista brasileiro Fernando Sardinha. Consiste em realizar uma fase isométrica do movimento no final da fase excêntrica com duração de 3 a 5 segundos. Por meio desta ação, a força de retorno fica anulada, o que dificulta a execução do próximo movimento.
O ponto zero atua ao inverso do método pico de contração, que realiza uma fase de isometria no final da fase concêntrica, visto que a fase excêntrica é a que gera maior rompimento de fibras musculares e o seu trabalho em maior tensão previne o músculo de lesionar-se por excesso de carga.